# RAP MUSIC
『RAP MUSIC』（ラップ・ミュージック）は、らっぷびとの初のオリジナルアルバム。2009年3月11日発売。発売元はEMIミュージック・ジャパン。

## 概要
アルバムの参加ゲストに、筋肉少女帯のメンバー大槻ケンヂなどに、らっぷびとと同じ『ネットラップミュージシャン』が参加している。

## 収録曲
1. INTRO -Start up-
  - Tracked by K's
2. basic stance feat.普通/FUTOO
  - 作詞:らっぷびと、普通/FUTOO／作曲:らっぷびと、K's／編曲:K's

自主制作作品に収録された「basic stance feat.ill.bell,タイツォン」の別バージョン。
3. All Day,All Night
  - 作詞:らっぷびと／作曲:TATE & MARKIE、らっぷびと／編曲:Ishiguro-Koichi(Pierre! Productions)／コーラス:MARKIE

メジャーデビューシングル。シングル曲はこの曲のみである。
4. オーディエンスを沸かす程度の能力 feat.ill bell
  - 作詞:らっぷびと、ill bell／作曲:らっぷびと、D.watt（IOSYS）／編曲:D.watt

ニコニコ動画上でアップされた「オーディエンスを沸かす程度の能力/らっぷびと＆タイツォン」の別バージョン。
5. Rap Music 2009
  - 作詞:らっぷびと／作曲:らっぷびと、K's／編曲:K's
6. yume_nano
  - 作詞:らっぷびと／作曲:らっぷびと、Lupinus／編曲:Lupinus
7. リンゴ日和 -rapbit version-
  - 作詞:らっぷびと&Chris Mosdell／作曲:山下太郎&noe／編曲:Hisaaki Hogari
8. high-technology
  - 作詞:らっぷびと／作曲:らっぷびと、TAKAROT／編曲:TAKAROT
9. When They Cry -urban "ARIGATO" version-
  - 作詞:らっぷびと／作曲:らっぷびと、K's／編曲:donny（Tick）
10. back to back
  - 作詞:らっぷびと／作曲:らっぷびと、小原／編曲:小原
11. 空想ルンバらっぷ (大槻ケンヂと絶望少女達 feat.らっぷびと)
  - 作詞:大槻ケンヂ、らっぷびと／作曲:NARASAKI／編曲:NARASAKI

上記の通り、大槻ケンヂと声優ユニットの絶望少女達がゲストボーカルとして参加している。
12. Aikotoba
  - 作詞:らっぷびと／作曲:らっぷびと、TAKAROT／編曲:TAKAROT
13. 雪花火
  - 作詞:らっぷびと／作曲:らっぷびと、shogo／編曲:Yukifumi Noda／コーラス:Tiara
14. OUTRO -オトマビキ-
  - Tracked by みくすびと